# Chicony Electronics Headquarters
 (janvier 2021).
Si vous disposez d'ouvrages ou d'articles de référence ou si vous connaissez des sites web de qualité traitant du thème abordé ici, merci de compléter l'article en donnant les références utiles à sa vérifiabilité et en les liant à la section « Notes et références ».
Le Chicony Electronics Headquarters (群光電子總部大樓) est un gratte-ciel à Nouveau Taipei en Taïwan, se situe dans le District de Sanchong. Le bâtiment a une hauteur de 180,5 mètres, avec 39 étages. La superficie est de 98 458,19 m2. Il a été achevé en 2015. 
Il s'agit actuellement du neuvième plus haut de Taipei et du quinzième plus haut de Taïwan. 